# Semmelweis Klinikák metróállomás
A Semmelweis Klinikák (1976-2019 között: Klinikák) a budapesti M3-as metróvonal egyik állomása a Nagyvárad tér és a Corvin-negyed között. Az állomást 1976. december 31-én adták át a M3-as metróvonal első szakaszának részeként.

## Jellemzői
Az állomás középperonos kialakítású, ötalagutas, 20,07 méterrel van a felszín alatt. Az állomás kijárata az Üllői út és a Szigony utca sarkán álló földszintes épület, rajta keresztül az utasok közvetlenül a felszínre jutnak. Az állomáson három darab mozgólépcső van, liftek is vannak a peronszintre. Jelenlegi nevét 2019 óta viseli, utalva a Semmelweis Egyetem Ludovika tér környékén elhelyezkedő egészségügyi intézményeire.
| Semmelweis Klinikák | Az állomásnak nappali tömegközlekedési kapcsolatai nincsenek. | Semmelweis Egyetem klinikák, Leövey Klára Gimnázium, Wekerle Sándor Üzleti Főiskola |

## Képek

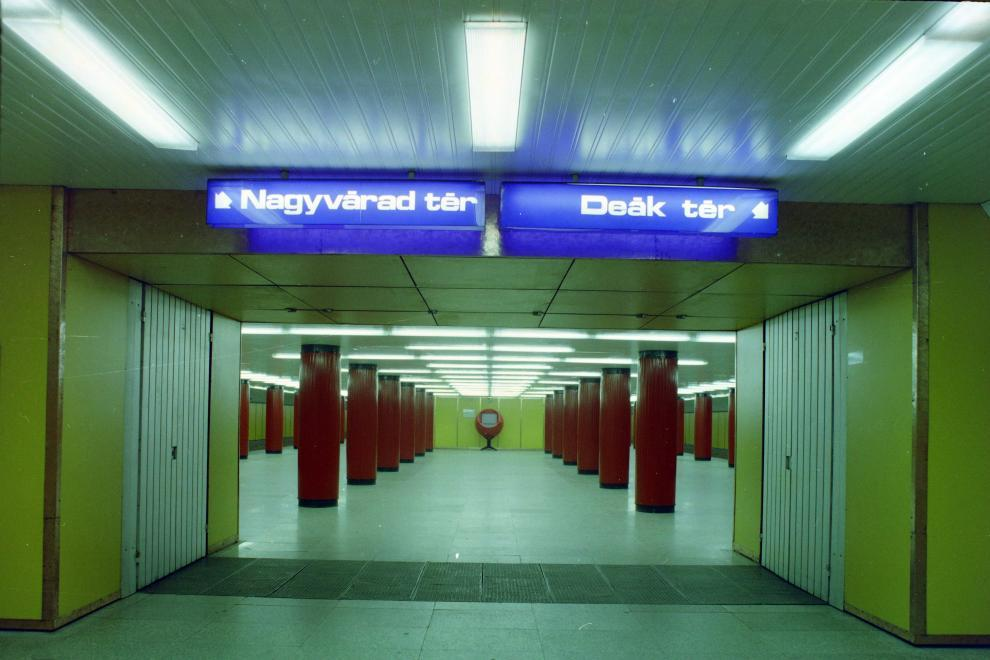
Az állomás az átadása után, 1976-ban
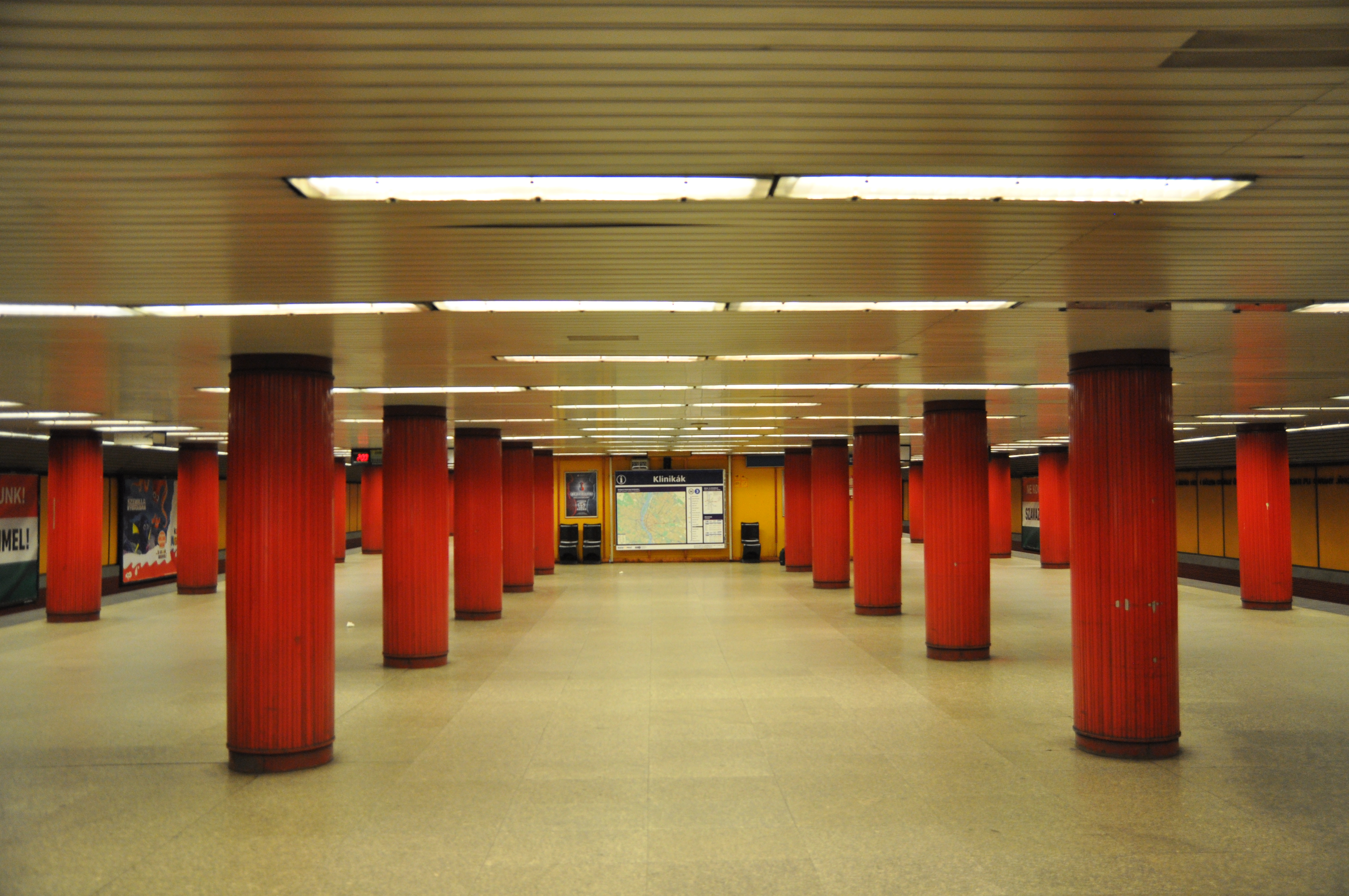
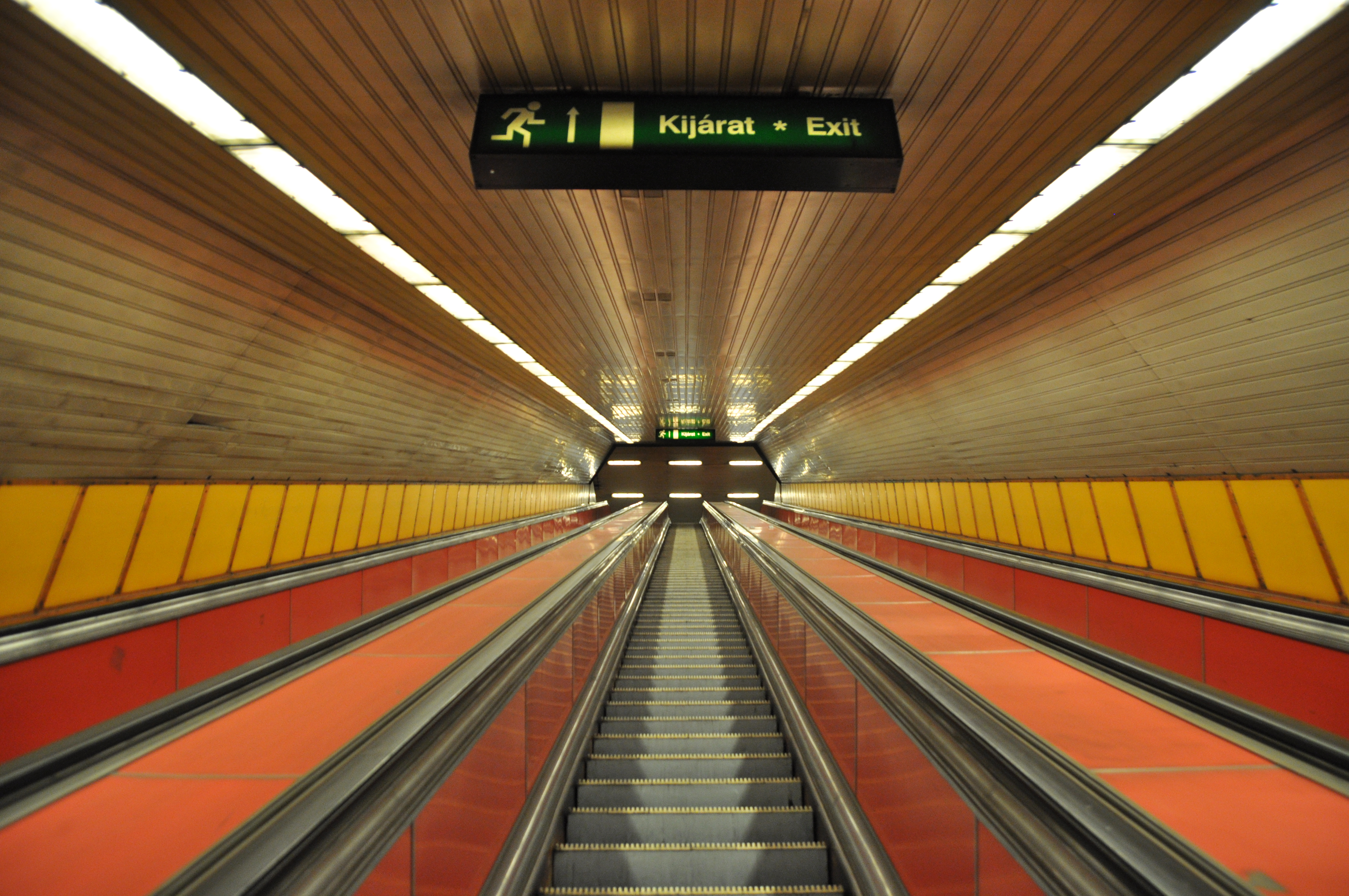
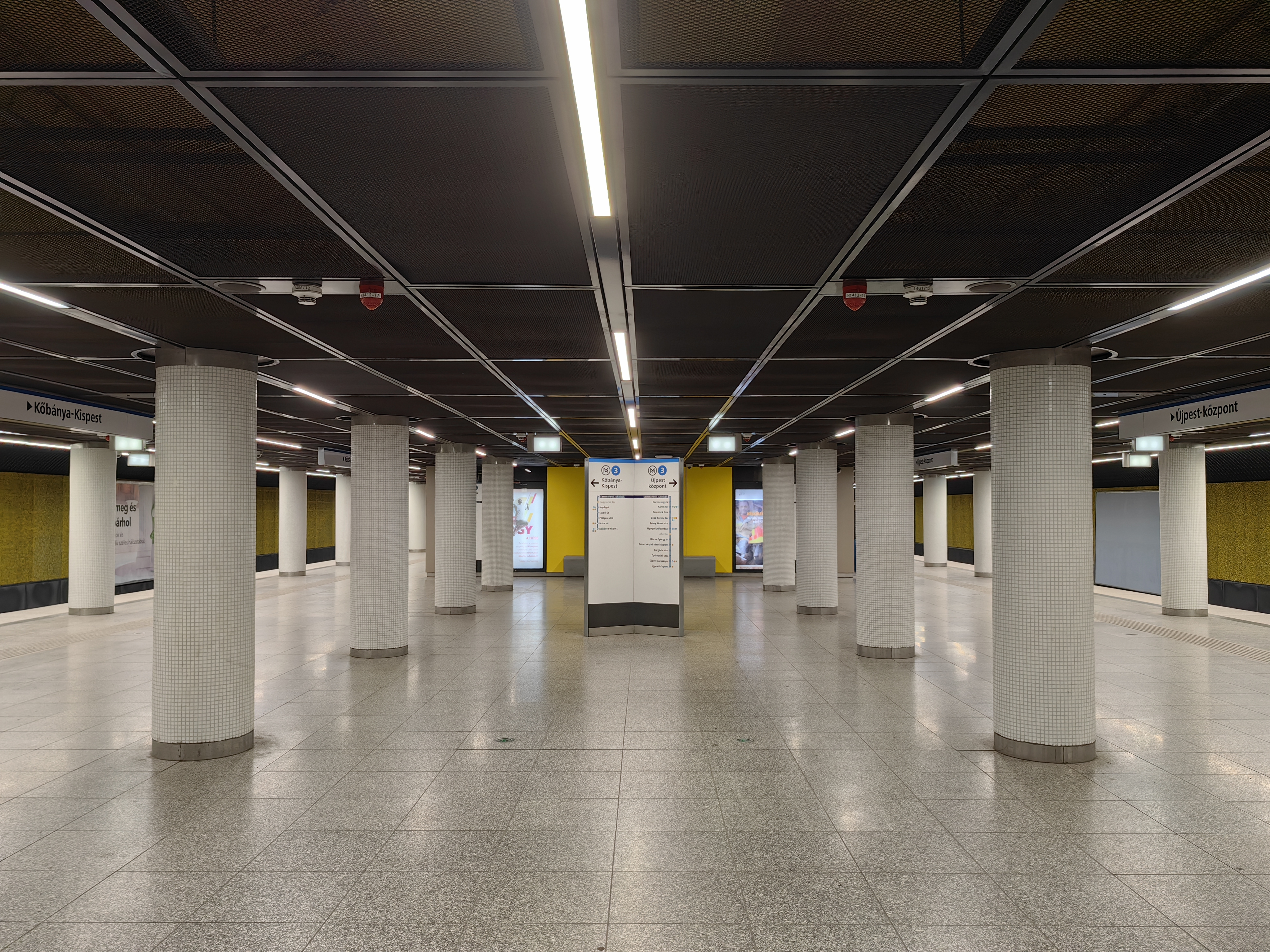
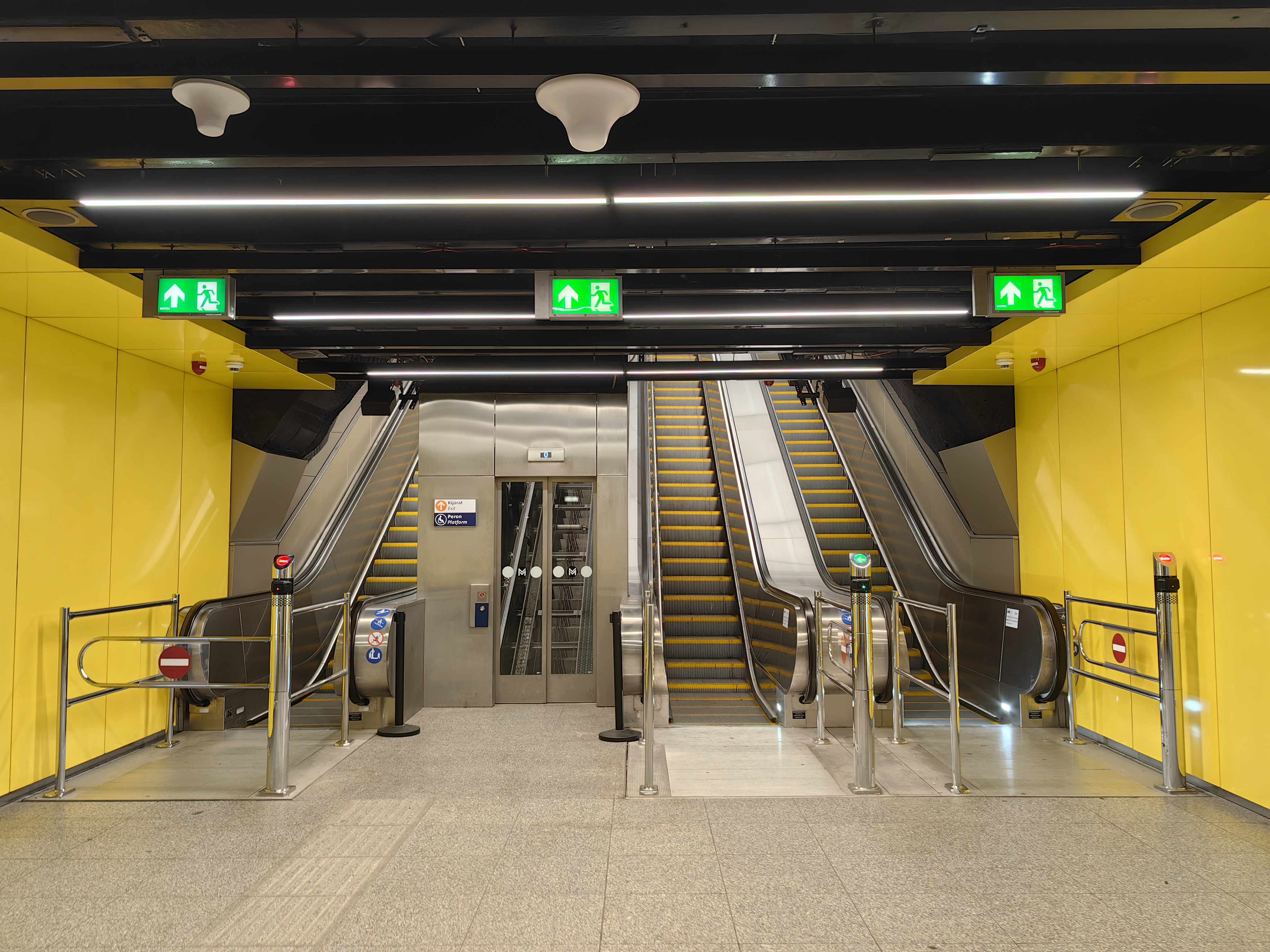
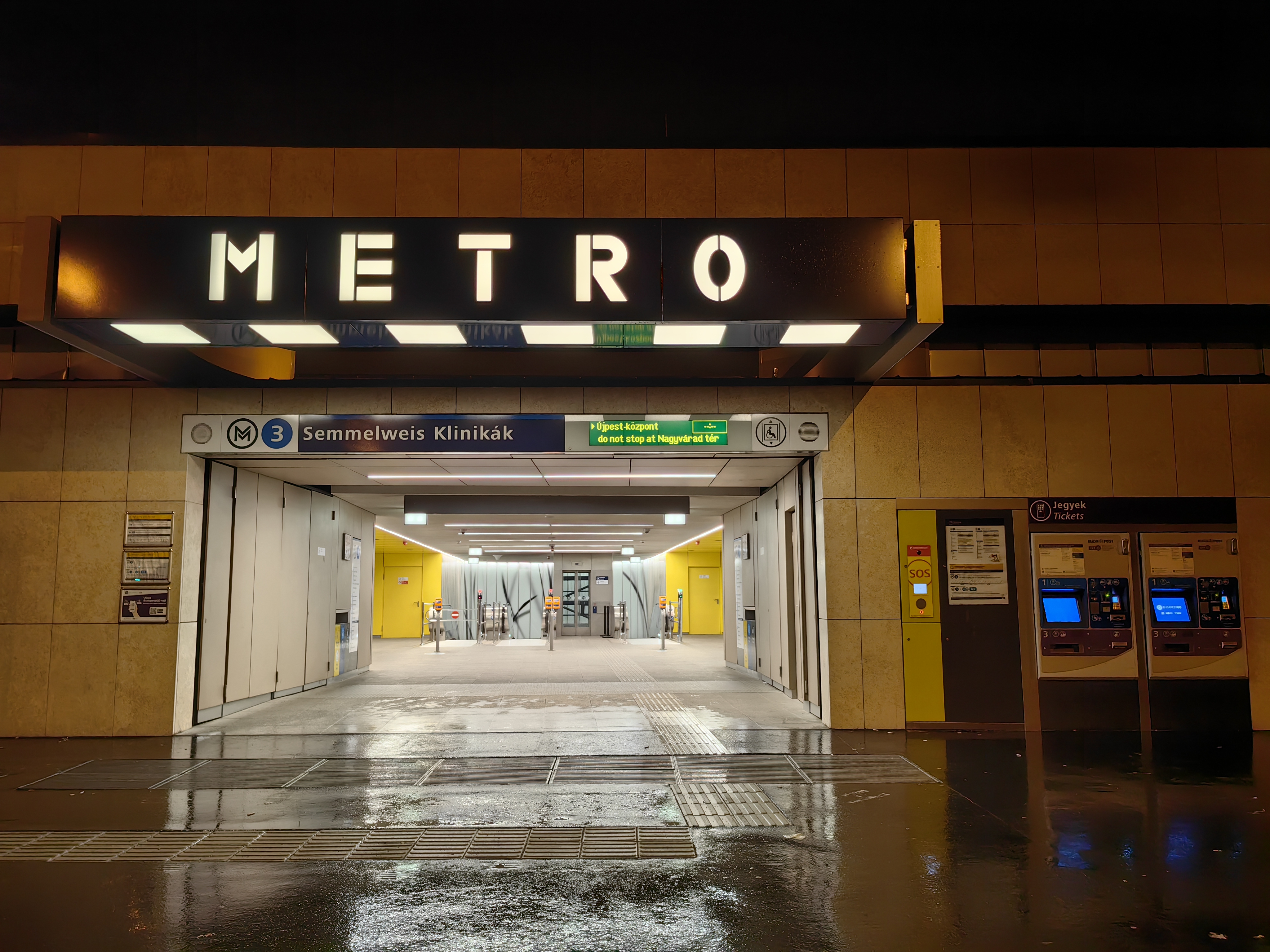